# El que apuesta al dólar pierde
«El que apuesta al dólar pierde» es una frase dicha por el exministro de Economía argentino, Lorenzo Sigaut, en 1981; poco antes de una gran devaluación. Se volvió una de las frases más icónicas de la historia argentina y que incluso haría famoso a Sigaut.

## Contexto
El origen de esta frase se remonta a los últimos años de la dictadura argentina autodenominada Proceso de Reorganización Nacional. En 1981, el ministro de Economía que ocupaba el cargo, José Alfredo Martínez de Hoz, se retira y deja su puesto a Sigaut. Los economistas Gerchunoff y Llach definen la etapa de Sigaut al frente del ministerio de Economía como parte de «las políticas de los años de agonía del Proceso, todas ellas signadas por las urgencias externas y obstaculizadas por una inflación alta y variable». Al asumir Sigaut, la economía argentina había alcanzado una inflación del 131 % anual, y mostraba graves desequilibrios: crecimiento geométrico de la deuda externa, desaparición de sectores enteros de la industria, aumento de la desocupación y caída del salario real, en ambos casos sin antecedentes, fuga de capitales, etc.
Sigaut, un economista proveniente del sector industrial argentino (era economista de la empresa FIAT), asumió con la intención de poner fin a la subvaluación del dólar que caracterizó la etapa de Martínez de Hoz. En ese sentido, al momento de asumir su cargo, Sigaut pronunció una frase que obviamente tenía como objetivo desalentar maniobras especulativas, pero que pasó a la historia argentina como ejemplo de la poca confiabilidad de las declaraciones de los gobernantes: «El que apuesta al dólar, pierde». Pocos días después, dispuso una revaluación del dólar en un 30 %, la primera de una serie de devaluaciones que tomó durante su función.
Sigaut dejó sin efecto la cuestionada «tablita», que había impuesto Martínez de Hoz en 1979, y desdobló el mercado cambiario, mediante la creación de un «dólar financiero» libre y un «dólar comercial» regulado, con diferentes valores. Fue también Sigaut quien comenzó el proceso de estatización de la deuda externa; durante su gestión la misma se incrementó un 31 % y se inició la mayor recesión de la economía argentina desde la crisis de 1930, con una caída del PBI en ese año y el siguiente de un 9 %.

## Cotización del dólar
En la siguiente tabla se muestra como varió la cotización de la divisa en pesos ley durante el periodo en el que Sigaut fue ministro de economía.[cita requerida]
| Periodo            | Valor del dólar |
| ------------------ | --------------- |
| abril de 1981      | $3200           |
| mayo de 1981       | $3625           |
| junio de 1981      | $7050           |
| julio de 1981      | $7200           |
| agosto de 1981     | $7300           |
| septiembre de 1981 | $7590           |
| octubre de 1981    | $9050           |
| noviembre de 1981  | $11100          |
| diciembre de 1981  | $10400          |